# Пейн, Розмари
Кристин Розмари Пейн (англ. Christine Rosemary Payne; род. 19 мая 1933, Келсо, Скоттиш-Бордерс), в девичестве Чартерс (англ. Charters), во втором браке Краймз (англ. Chrimes) — британская шотландская легкоатлетка, специалистка по метанию диска. Выступала за сборные Великобритании и Шотландии по лёгкой атлетике в 1958—1974 годах, чемпионка Игр Содружества, многократная победительница первенств национального значения, участница летних Олимпийских игр в Мюнхене.

## Биография
Розмари Чартерс родилась 19 мая 1933 года в городе Келсо, Шотландия. Занималась лёгкой атлетикой в Бирмингеме, проходила подготовку в местном клубе Lozells Harriers. Была замужем за известным английским метателем молота Ховардом Пейном, выступала на соревнованиях под его фамилией.
Впервые заявила о себе на международном уровне в сезоне 1958 года, когда вошла в состав шотландской национальной сборной и выступила на Играх Британской империи и Содружества наций в Кардиффе, где в зачёте метания диска закрыла десятку сильнейших.
В 1964 году впервые одержала победу на чемпионате Великобритании в метании диска и затем удерживала звание чемпионки в течение 11 лет (лишь в 1975 году её череду побед прервала Мег Ритчи).
В 1966 году стартовала на Играх Британской империи и Содружества наций в Кингстоне, показав в метании диска четвёртый результат.
В 1969 году заняла девятое место на чемпионате Европы в Афинах.
На домашних Играх Британского Содружества наций 1970 года в Эдинбурге превзошла всех соперниц в метании диска и завоевала золотую медаль.
В 1971 году показала 12-й результат на чемпионате Европы в Хельсинки.
Благодаря череде удачных выступлений удостоилась права защищать честь страны на летних Олимпийских играх 1972 года в Мюнхене — в программе метания диска благополучно преодолела предварительный квалификационный этап, тогда как в финале с результатом 56,50 метра заняла 12-е место.
После мюнхенской Олимпиады Пейн осталась действующей спортсменкой и продолжила принимать участие в крупнейших международных стартах. Так, в 1974 году уже в возрасте 41 года она выиграла серебряную медаль на Играх Британского Содружества наций в Крайстчерче, тогда как на чемпионате Европы в Риме была 11-й.
Впоследствии неоднократно выступала на различных ветеранских мастерских соревнованиях, становилась рекордсменкой мира в отдельных возрастных категориях.